# Erin Fleming
Erin Leslie Fleming (New Liskeard, 13 agosto 1941 – Los Angeles, 15 aprile 2003) è stata un'attrice canadese.
È nota per essere stata la compagna e manager di Groucho Marx nei suoi ultimi anni.

## Biografia
Nata come Marilyn Fleming il 13 agosto 1941, a New Liskeard, nell'Ontario (Canada), apparve in ruoli secondari in sei film tra il 1965 e il 1976, periodo durante il quale conobbe Groucho Marx e si trasferì a casa sua. Tra gli altri, ebbe un ruolo nel film Tutto quello che avreste voluto sapere sul sesso* *ma non avete mai osato chiedere di Woody Allen (titolo originale: Everything You Always Wanted to Know About Sex* *but Were Afraid to Ask - 1972).
Il rapporto tra la Fleming e Marx fu oggetto di controversie. Inizialmente era stata assunta come sua segretaria, ma alla fine divenne anche sua manager. Molti riconobbero il suo impegno a rilanciare la popolarità dell'anziano attore, organizzando una serie di apparizioni personali e spettacoli culminati con una performance alla Carnegie Hall che registrò il tutto esaurito e in seguito venne pubblicata su disco. Fece anche delle pressioni per fargli ottenere l'Oscar onorario del 1974. Altri, incluso il figlio di Marx, Arthur, l'accusarono di appropriazione indebita di denaro e di aver spinto Groucho ai limiti della sua fragile resistenza, in gran parte per suo tornaconto personale. Vi furono anche accuse di abuso mentale e forse fisico. Lo scrittore Sidney Sheldon, amico del comico, scrisse un roman à clef sulla relazione con la Fleming intitolato A Stranger in the Mirror, pubblicato nel 1976. In un adattamento televisivo del 1993, Lori Loughlin interpretò il ruolo ispirato alla Fleming.
Dopo la morte di Groucho nell'agosto del 1977, il contenzioso sulla sua eredità si protrasse fino all'inizio degli anni ottanta e venne infine risolto in favore di Arthur Marx, mentre alla Fleming fu ordinato di rimborsare 472000 $ ai legittimi eredi.

### Morte
Alla Fleming fu diagnosticata la schizofrenia paranoide. Fu arrestata nel giugno 1990 con l'accusa di detenzione di arma da fuoco, che poi consegnò nell'ufficio dello sceriffo di West Hollywood. Trascorse gran parte degli anni novanta in condizioni di indigenza e di 
instabilità psicologica, e sottoposta a ripetuti ricoveri presso strutture psichiatriche.
Morì suicida il 15 aprile 2003, all'età di 61 anni. È sepolta nel Cimitero di Hornings Mills, Melancthon, Ontario.

## Filmografia

### Cinema
- The Legend of Blood Mountain, regia di Massey Cramer (1965)
- Ercole a New York (Hercules in New York), regia di Arthur Allan Seidelman (1970)
- 1999: conquista della Terra (Conquest of the Planet of the Apes), regia di J. Lee Thompson (1972)
- Tutto quello che avreste voluto sapere sul sesso* *ma non avete mai osato chiedere (Everything You Always Wanted to Know About Sex* *but Were Afraid to Ask), regia di Woody Allen (1972)
- Sheila Levine Is Dead and Living in New York, regia di Sidney J. Furie (1975)
- McCullough's Mountain (1975) - Phyllis Stinson

### Televisione
- Dick Cavett Show (16 dicembre, 1971-1972) - Sé stessa
- Adam-12 - serie TV, 1 episodio (1973)
- Marcus Welby (Marcus Welby, M.D.) - serie TV, 1 episodio (1975)